# Первомайский (Алейский район)
Первомайский — посёлок в Алейском районе Алтайского края России. Входит в состав Алейского сельсовета.

## География
Посёлок находится в центральной части края, к югу от реки Горевка, на расстоянии примерно 7 километров (по прямой) к западу от города Алейск, административного центра района. 
Абсолютная высота — 219 метров над уровнем моря.
Климат
резко континентальный. Средняя температура января −17,6ºС, июля — + 20ºС. Годовое количество осадков — 440 мм.

## Население
| 1997 | 1998 | 1999 | 2000 | 2001 | 2002 | 2003 | 2004 | 2005 |
| ---- | ---- | ---- | ---- | ---- | ---- | ---- | ---- | ---- |
| 317  | ↗325 | ↘306 | ↘302 | ↘300 | ↘296 | ↘285 | ↘277 | ↘257 |
| 2006 | 2007 | 2008 | 2009 | 2010 | 2011 | 2012 | 2013 |      |
| ↘253 | ↘251 | ↘243 | ↘239 | ↘211 | ↗212 | ↘178 | ↘160 |      |

национальный состав
Согласно результатам переписи 2002 года, в национальной структуре населения русские составляли 65 %, немцы — 31 % от общей численности в 283 чел.

## Инфраструктура
В посёлке функционирует фельдшерско-акушерский пункт.

## Улицы
Уличная сеть посёлка состоит из 4 улиц.

## Транспорт
Посёлок доступен по дороге общего пользования межмуниципального значения «Алейский — Первомайский» (идентификационный номер 01 ОП МЗ 01Н-0104) протяжённостью 9,000 км.